# Papworth Everard
Papworth Everard – wieś w Anglii, w hrabstwie Cambridgeshire, w dystrykcie South Cambridgeshire. Leży 18 km na zachód od miasta Cambridge i 83 km na północ od Londynu.